# Ingólfur Arnarson

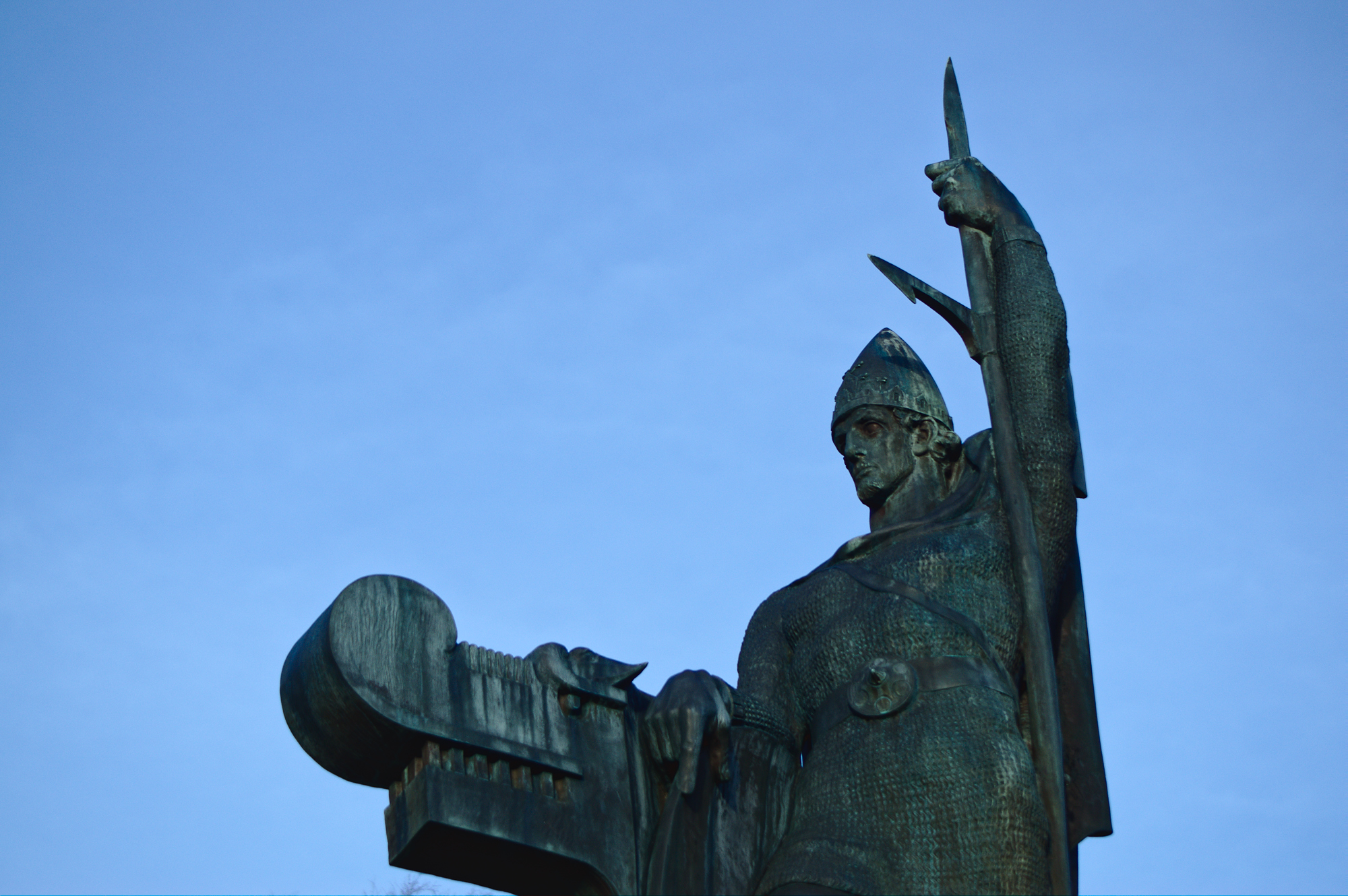
Tượng Ingólfr Arnarson
của Einarr Jonsson
Rivedal, Sogn og Fjordane, Na Uy

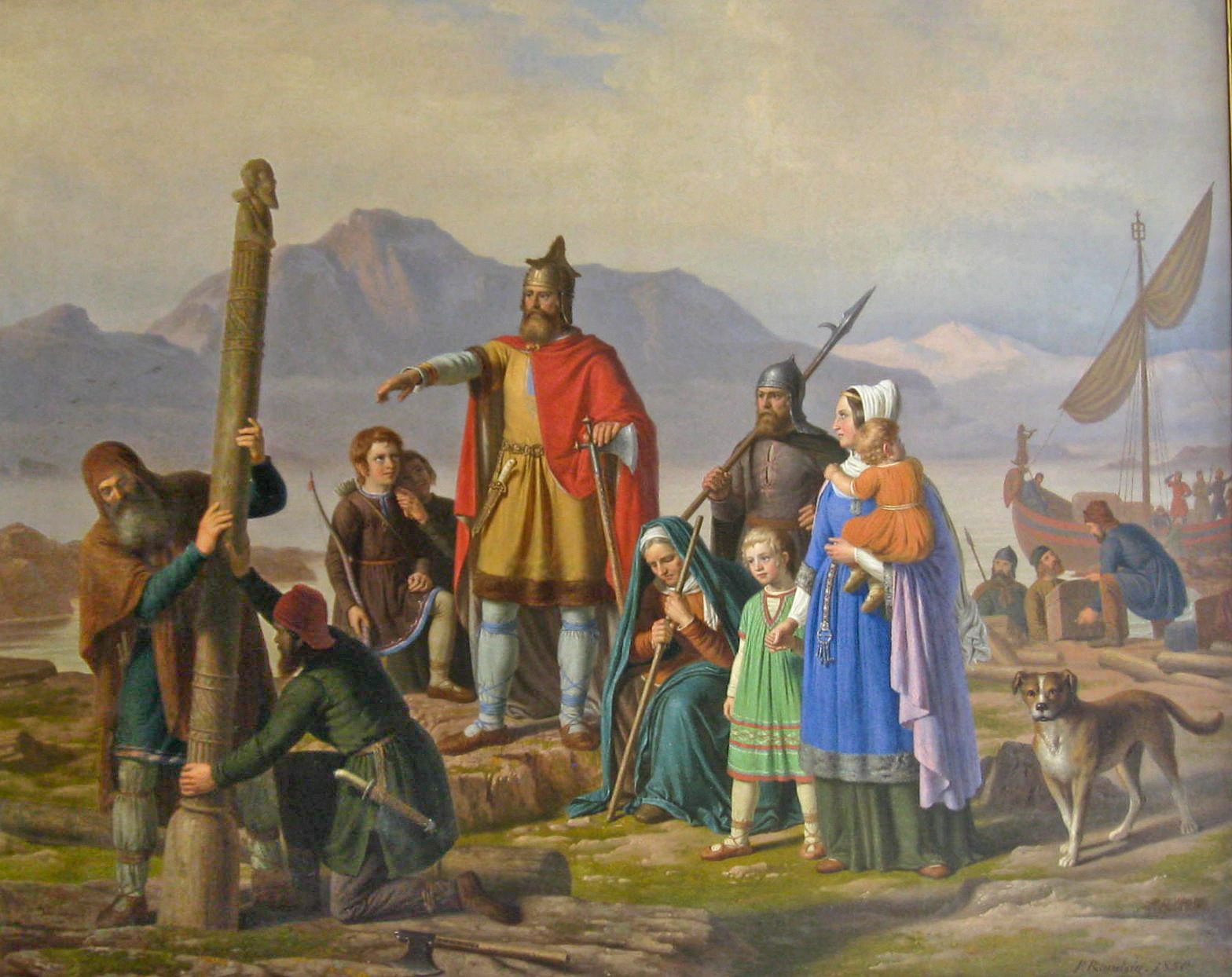
Ingolf tager Island i besiddelse
của Johan Peter Raadsig (1850)

Ingólfr Arnarson (được viết thêm ký tự ⟨u⟩ trong tiếng Iceland hiện đại: Ingólfur Arnarson [ˈiŋkoulvʏr̥ ˈartnar̥sɔn]) cùng với vợ, Hallveig Frodesdatter và em trai Chiorleif, thường được xem là những người Bắc Âu định cư lâu dài đầu tiên của Iceland. Họ được cho là đã thành lập Reykjavík năm 874.
Theo Landnáma, Ingólfr đã dựng nhà và đặt tên cho Reykjavík năm 874 (tuy nhiên, những phát hiện khảo cổ học ở Iceland cho thấy sự định cư đã bắt đầu sớm hơn). Nhà biên niên sử thời Trung cổ Ari Þorgilsson cho rằng Ingólfr đúng là người Bắc Âu đầu tiên định cư tại Iceland, nhưng nhắc rằng "Papar" – một tu sĩ, ẩn sĩ người Ireland – đã đến Iceland trước người Bắc Âu, và rằng ông dời đi vì không muốn sống cạnh những kẻ tà giáo Bắc Âu.
Landnáma (được viết hai hay ba hay thể kỷ sau cuộc định cư) gồm một câu chuyện dài kể về hành trình của Ingólfr. Quyển sách viết rằng ông rời Na Uy sau khi dính líu vào một mối thù máu. Ông nghe nói về hòn đảo mới mà Garðarr Svavarsson, Flóki Vilgerðarson và một số khác đã tìm ra trên biển Địa Trung Hải. Cùng Hjörleifr Hróðmarsson, ông đến Iceland.
Cái tên Ingólfr có nghĩa là "con sói quý tộc."